# Thyreus lieftincki
Thyreus lieftincki är en biart som beskrevs av Rozen 1969. Thyreus lieftincki ingår i släktet Thyreus och familjen långtungebin. Inga underarter finns listade i Catalogue of Life.